# 伊卡丸溪
伊卡丸溪（泰雅語：:48）是台灣高山河川，大甲溪水系源頭支流的一段，位於台中市和平區，其流路左右分隔東南側的中央山脈與西北側的雪山山脈，離溪不遠為太魯閣國家公園與雪霸國家公園，為其間的廊道。始於發源雪山主峰東北側的七家灣溪與發源羅葉尾山東側的有勝溪匯流口（武陵農場的入口迎賓橋）。往西南流到志佳陽部落（又有漢名環山）西北側，發源於雪山主峰西南側的右股支流司界蘭溪在此匯入。再續流至台七甲線65K+500處清泉橋與松茂（太保久）間，即清泉橋下游約1公里處（台七甲線65K，清泉橋上游約700多公尺處，為發源自合歡山的左股支流合歡溪與南湖溪匯流處），以右股與發源自南湖東峰的南湖溪匯流後，始稱大甲溪。

## 溪名
伊卡丸溪在過去歷代官方地圖中多被標示為「大甲溪」、也有將志佳陽社司界蘭溪匯流口以上標示為「七家灣溪」。日治時1907年起調製的《蕃地地形圖》，今稱「七家灣溪」之處（即武陵農場流域）標示為 (Kyawan kei)，「大甲溪」標示在今南湖溪之處，而今伊卡丸溪這段溪流並沒有標示溪名。亦有文獻將這段溪流稱為（與今七家灣溪同名）:40頁註1:50，亦有記載為「 (Kaunu kei)」或「 (Kawanau kei)」（與今有勝溪同名）:516:102。1920年全台地名改正後，習慣將河川主流全流域稱同名，傳統上認為大甲溪主流為伊卡丸溪這一支而非南湖溪，而改將大甲溪標在伊卡丸溪這一支。1924年調製的《陸地測量部五萬分一地形圖》在右股支流司界蘭溪於志佳陽社匯流處以上標示為（與今七家灣溪同名），匯流口以下標示為「大甲溪」，今南湖溪處標示「南湖溪」。戰後初期的官方地圖大多均依此標示，1944年起調製的《遠東美軍製圖局五萬分一地形圖》即以此為底圖，此溪段英譯標為，隨後聯勤版地形圖又以美軍地形圖以及從日方接收的地形圖為底本，過去諸版官方地圖除了只在1954年及1956年調製的《聯勤版五萬分一地形圖》（後者俗稱《老五萬》）有標示「伊卡丸溪（Kiyawan-kei）」及「伊卡丸溪（I-ch'ia-wan Ch'i）」，對照其圖面英文譯寫，應為「七家灣溪」的誤寫，1957年調製的《聯勤版二萬五千分一地形圖》同溪段即標示為「七家灣溪」（北鄰圖幅標示「大甲溪」）。然1924年調製的《陸地測量部五萬分一地形圖》所標示的鄰近字的上方恰好有一標示為針葉林的「^」角形符號，可能被聯勤製圖人員誤認為，於是誤譯為「伊卡丸溪（I-ch'ia-wan Ch'i）」。1980年代以後各版本的經建版與國土測繪中心地形圖均標示為「大甲溪」（早期各版本《經建版地形圖》一直到思源埡口都標示為「大甲溪」，後期則七家灣溪匯流口以上改標示成「有勝溪」）。OSM標示此段為「伊卡丸溪」。

## 生態
溪流中以台灣高山鯝魚、香魚及溪哥為主，偶有極少數迷失的櫻花鉤吻鮭流入此水域。